# Бржетіслав Пояр
Бржетіслав Пояр (7 жовтня 1923 — 12 жовтня 2012) — чеський лялькар, аніматор та режисер короткометражних та художніх фільмів .

## Біографія
Бржетіслав Пояр народився 7 жовтня 1923 року в Сушицях, Чехословаччина, Пояр розпочав свою кар'єру наприкінці 1940-х років з роботи над «Історією басової віолончелі» (1949) за мотивами оповідання Антона Чехова та режисера майстра чеського маріонетки Іржі Трнка Він був ляльководом у свого наставника Трнка.
Пояр склав великий обсяг роботи в якості режисера та мультиплікатора в Чехословаччині, де знімав фільми в обох лялькових анімаціях.
У середині 1960-х Пояр емігрував до Канади, де розпочав тривалу співпрацю з Національною комісією з кіно. Його роботи в Канаді є одними з найвідоміших, він отримував нагороди на престижних міжнародних кінофестивалях. Його фільм «Побачити чи не побачити» (Psychocratie) виграв канадську кінопремію за фільм року в 1970 році
Робота Пояра характеризується сильними соціальними коментарями. У середині 2000-х Пояр повернувся до чеського кінобізнесу для спільного режисури спільного анімаційного художнього фільму «Fimfárum 2» (за мотивами історій Яна Веріха), який вийшов у прокат у 2006 році.
Пояр помер у Празі у віці 89 років у 2012 році.

## Нагороди
- 1960 — Гран-прі Аннесі Крістал за «Лев і пісня» .
- c. 1969 — Канадський фільм року: бачити чи не бачити .
- c. 1969 — Берлінський міжнародний кінофестиваль: премія за найкращий короткометражний фільм « Бачити чи не бачити» .
- 1972 — Каннський кінофестиваль: премія за найкращий короткометражний фільм Балаблока .
- 1979 — Каннський кінофестиваль: Кращий короткометражний фільм Приз журі за БУМ.
- 1981 — Берлінський міжнародний кінофестиваль: канадський фільм року: кінопремія Отто Дібеліуса за нові медіа для E.
- 1987 — Всесвітнє святкування анімації: премія кінокритиків LA за Найтангель .
- 2006 — AniFest (Чехія): Премія за найкращий повнометражний фільм за « Fimfárum 2» .
- 2007 — Фестиваль європейських анімаційних художніх фільмів та телевізійних пропозицій (Угорщина): Найкраща телевізійна спеціальність для Тома Пальця з Fimfárum 2 .[9]